# Битва за Кхамдык

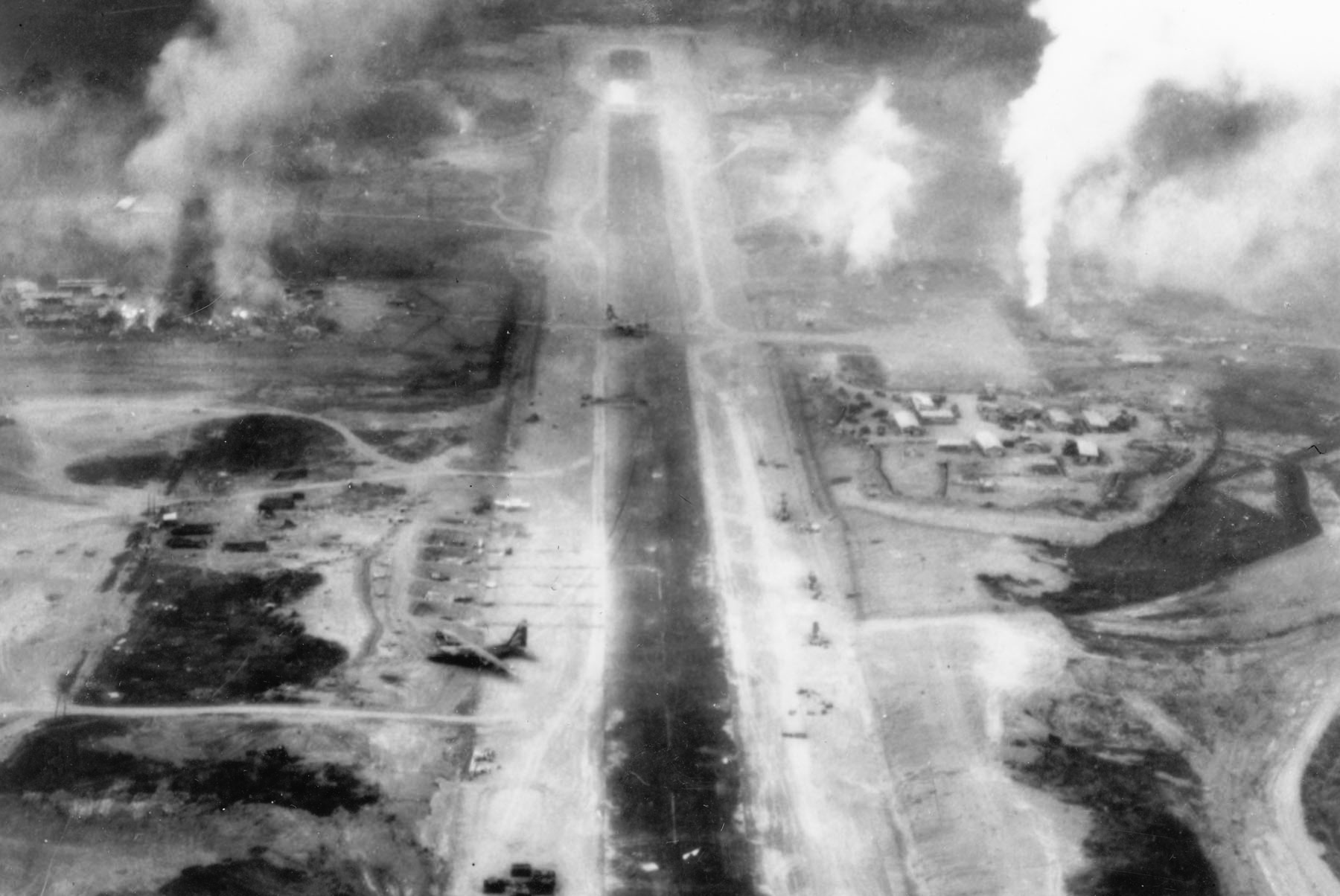
Аэродром Кхамдык 12 мая 1968 года

Битва за Кхамдык (Trận Khâm Đức) — одна из крупных битв Вьетнамской войны (в самом Вьетнаме получившей название «Американская война»). Битва произошла в районе населённого пункта и аэропорта Кхамдык, провинции Куангтин (ныне зона коммуны Кхамдык, уезда Фыокшон, провинции Куангнам) с 10 по 12 мая 1968 года.
Во время наступления Тет 1968 года 2-я дивизия вьетнамской народной армии (ВНА) пыталась захватить Дананг, однако это наступление было остановлено силами 1-й дивизии морской пехоты, дивизией «Америкал» и Корейской бригадой, охранявшей город. Северовьетнамский генерал Тю Хюи Ман решил оторваться от противника на окраине города и отправил 2-ю дивизию в горы, где дивизия могла отдохнуть, перестроиться и приготовиться к следующей крупной операции. Следующей целью для атаки 2-й дивизии ВНА был избран Кхамдык, небольшой район на севере провинции Куангтин. В связи с поражением северовьетнамских сил у Дананга американские разведывательные агентства в зоне действий первого корпуса армии республики Южный Вьетнам (АРВ) были сбиты с толку действиями 2-й дивизии ВНА, поскольку не могли отследить передвижения таинственного подразделения противника.
В марте и апреле американская разведка начала отмечать выдвижение сил 2-й дивизии ВНА к Кхамдыку, но подлинные намерения командования ВНА оставались неизвестными. В качестве ответной меры на предполагаемое крупное наступление сил противника генерал Уильям Уэстморленд решил усилить оборону специальных сил Кхамдыка и послал армейских сапёров для улучшения взлётно-посадочной полосы местного аэродрома Кхамдык, чтобы там могли садиться большие транспортные самолёты, проводиться переброска оружия и боеприпасов для возглавляемого американцами подразделения А-105. 11-я рота мобильного отряда (MSF), возглавляемая австралийским командованием, получила приказ занять позиции в Нгоктаваке (форпосте Кхамдыка) для расширения возможностей по сбору развединформации. Однако американское и союзное командование не знало, что в это же время первый полк Вьетконга наблюдал за наращиванием сил вокруг Кхамдыка и готовился предпринять штурм и захват Нгоктавака.
Утром 10 мая части первого полка Вьетконга атаковали Нгоктавак и успешно захватили большую часть форпоста. К рассвету 11-я рота MSF понесла тяжёлые потери, однако позднее подошли подкрепления из 12-й роты MSF. Несмотря на полученные заверения командования, что прибудут новые подкрепления для поддержки форпоста командир 11-й роты решил эвакуировать своих людей и направиться к Кхамдыку. К этому времени командование 1-го полка Вьетконга уже приняло новую цель — Кхамдык и оставило только небольшие силы из местных для уничтожения подкреплений союзников. В это время в Кхамдык были переброшены части дивизии «Америкал» в качестве части операции Golden Valley для поддержки находящихся там специальных сил. Утром 11 мая силы 2-й дивизии ВНА окружили Кхамдык и после захвата нескольких форпостов постепенно выдавили американские силы к границам их баз. Генерал Уэстморленд отдал приказ об эвакуации Кхамдыка, 834-й американской воздушной дивизии было приказано приложить все усилия для эвакуации всех людей из Кхамдыка, как военных, так и гражданских. Ко времени завершения эвакуации были сбиты девять американских военных самолётов (по другим данным - пять), включая два С-130, в одном из которых погибли 150 мирных беженцев. 12 мая северовьетнамские силы установили полный контроль над Кхамдыком. Битва стала крупным поражением для американских военных сил.

## Послесловие
В июле 1970 года части 196-й пехотной бригады в ходе операций «Элк Каньон» (1 и 2) вернули Кхмадык с целью пресечь снабжение противника в провинции Куангтин и упредить наступление ВНА осенью и зимой. После захвата Кхмадыка американские войска провели поиски тел американцев, пропавших без вести двумя годами раньше. В 1993-94 годах группы из объединённого отряда всеобщего подсчёта установили место крушения С-130 и останков шестерых погибших членов экипажа майора Бухера. В декабре 2008 года они были похоронены в братской могиле на Арлингтонском национальном  кладбище. В 1998 году группы объединённого отряда всеобщего подсчёта (позднее переименованного в  объединённое командование по подсчёту пленных и пропавших без вести) нашли тела двенадцати «зелёных беретов» из команды А105, убитых на ОР7. Все тела были перевезены в Форт-Кэмбелл для проведения церемонии и затем погребены на Арлингтонском национальном  кладбище.   